# Berlöffel
Der Berlöffel ist ein Handwerkzeug in den Salzsiedereien. Er dient als Schaumlöffel. Die Form eines Löffels oder einer Kelle ist aber nicht gegeben. Der beim Sieden der Sole entstehende Schaum wird an einer Siedepfannenseite oder -ecke mit diesem Werkzeug getrieben und dann von der Oberfläche der Sole abgeschöpft. Auch dient er zur Vermeidung von Krustenbildung an der Soleoberfläche, da diese die Kristallisierung und das Ausdampfen behindert.
An einem 10 Fuß langen und 1 ½ Zoll dicken Holzstiel ist ein 8 Zoll langes und 4 Zoll breites Blatt aus Blech befestigt.